# هنري تراوري
هنري تراوري (بالفرنسية: Henri Traoré)‏ (13 أبريل 1983 بواغادوغو في بوركينا فاسو - ) هو لاعب كرة قدم باركينسي في مركز الدفاع، شارك في كأس الأمم الأفريقية 2013. وشارك مع منتخب بوركينا فاسو لكرة القدم. أما مع النوادي، فقد لعب مع أشانتي غولد وإيتوال فيلانتي واغادوغو.

## وصلات خارجية
- هنري تراوري على موقع قاعدة بيانات كرة القدم.إي يو (الإنجليزية)
- هنري تراوري على موقع ناشيونال فوتبول تيمز (الإنجليزية)
- هنري تراوري على موقع Soccerway.com (الإنجليزية)